# أولف صامويلسون
أولف صامويلسون (بالسويدية: Ulf Samuelsson) (و. 1964  م) هو لاعب هوكي الجليد، من السويد، شارك في الألعاب الأولمبية الشتوية 1998، مركز لعبه هو مدافع ‏.

## جوائز
حصل على جوائز منها:
- كأس ستانلي.

## روابط خارجية
- أولف صامويلسون على موقع دوري الهوكي الوطني (الإنجليزية)
- أولف صامويلسون على موقع EliteProspects.com (الإنجليزية)
- أولف صامويلسون على موقع Eurohockey.com (الإنجليزية)
- أولف صامويلسون على موقع HockeyDB.com (الإنجليزية)
- أولف صامويلسون على موقع Hockey-Reference.com (الإنجليزية)
- أولف صامويلسون على موقع أوليمبيديا (الإنجليزية)
- أولف صامويلسون على موقع اللجنة الأولمبية السويدية (السويدية)